# Elliptio buckleyi
Elliptio buckleyi är en musselart som först beskrevs av I. Lea 1843.  Elliptio buckleyi ingår i släktet Elliptio och familjen målarmusslor. IUCN kategoriserar arten globalt som livskraftig. Inga underarter finns listade i Catalogue of Life.